# Prolita
Prolita is een geslacht van vlinders van de familie tastermotten (Gelechiidae).

## Soorten
- P. barnesiella (Busck, 1903)
- P. deoia (Hodges, 1966)
- P. dialis (Hodges, 1966)
- P. geniata (Hodges, 1966)
- P. incicur (Hodges, 1966)
- P. invariabilis (Kearfott, 1908)
- P. jubata (Hodges, 1966)
- P. maenadis (Hodges, 1966)
- P. nefrens (Hodges, 1966)
- P. obnubila (Hodges, 1966)
- P. pagella (Hodges, 1966)
- P. princeps (Busck, 1909)
- P. puertella (Busck, 1916)
- P. recens (Hodges, 1966)
- P. rectistrigella (Barnes, 1920)
- P. sexpunctella

Brede zesvlekpalpmot (Fabricius, 1794)
- P. sironae (Hodges, 1966)
- P. solutella

Zesvlekpalpmot (Zeller, 1839)
- P. texanella (Chambers, 1880)
- P. thaliae (Hodges, 1966)
- P. variabilis (Busck, 1903)
- P. veledae (Hodges, 1966)